# Vorstendom Waldeck-Pyrmont
Het vorstendom Waldeck-Pyrmont (vaak kortweg Waldeck) was een vorstendom in het huidige Duitsland tot 1918. Het bestond uit het eigenlijke vorstendom Waldeck en ten noorden daarvan het niet aangrenzende vorstendom Pyrmont.
Zie ook wapen van Waldeck.

## Geschiedenis
De graven van Waldeck stamden af van een zoon van Widukind III van Schwalenberg, die rond 1150 het Slot Waldeck verwierf. Rond 1189 werden de broers Widukind en Herman als graven van Waldeck vermeld. Waldeck was sinds 1438 een leen van Hessen, een situatie waaraan pas met het einde van het Heilige Roomse Rijk in 1806 de facto en in 1847 door een uitspraak van de Bondsdag ook de jure een einde kwam.
Van 1397 tot 1495 was het land voor het eerst verdeeld, en wel in Waldeck-Bergheim en Waldeck-Waldeck. Nieuwe delingen vonden plaats in 1507, 1539 en 1607, waarbij sprake was van Waldeck-Wildungen, Waldeck-Eisenberg en Waldeck-Bergheim.
Het geslacht erfde in 1625/1631 het graafschap Pyrmont van de graven van Gleichen.
Philip Theodoor van Waldeck-Eisenberg, ook genaamd Philip Diederik van Waldeck-Pyrmont (Arolsen, 2 november 1614 - Burcht Eisenberg in Korbach, 7 december 1645), graaf von Waldeck-Eisenberg in 1640, erfde in 1639 het graafschap Culemborg en het rijksgraafschap Wittem via zijn overgrootvader Floris I van Pallandt (1537 - 29 september 1598), heer/1e graaf van Culemborg, vrijheer van Palland, Witthem en Werth.
Verder was vanaf 1640 de heerlijkheid Tonna in het bezit van Waldeck. Het geslacht Waldeck, met name George Frederik van Waldeck-Eisenberg (Bad Arolsen, 31 januari 1620 - aldaar, 19 november 1692) verkocht de heerlijkheid Tonna op 4 oktober 1677 aan Ernst II van Saksen-Hildburghausen uit het hertogdom Saksen-Gotha.
Volgens paragraaf 38 van de Vrede van Osnabrück in 1648 kreeg Waldeck de heerlijkheid Düdinghausen en de dorpen Nordernau, Lichtenscheid, Deifeld en Niederschleidern.
In 1665 werd de heerlijkheid Schauen verworven van het hertogdom Brunswijk-Lüneburg. In 1689 ging ze weer verloren.
In 1668 werd het oude graafschap Pyrmont gedeeld met het prinsbisdom Paderborn.
George Frederik, veldmaarschalk in Nederlandse dienst, werd op 1 juni 1682 door keizer Leopold I in de rijksvorstenstand verheven. Met hem stierf de Eisenbergse tak met de vorstentitel in 1692 uit. Het land werd verenigd onder Christiaan Lodewijk van Waldeck-Wildungen. Omdat in 1685 de primogenituur was ingevoerd, werd het land niet meer gedeeld. Arolsen werd nu definitief de hoofdstad van het land.
Diens zoon Frederik Anton Ulrich werd op 6 januari 1712 door keizer Karel VI in de rijksvorstenstand verheven en noemde zich als eerste vorst van Waldeck en Pyrmont. Het duurde echter nog tot 1803 voor Waldeck door paragraaf 32 van de Reichsdeputationshauptschluss een stem kreeg de Raad van Rijksvorsten in de Rijksdag.
Een jongere broer van Frederik Anton Ulrich, Jozias werd de stichter van de grafelijke tak Waldeck-Bergheim. Dit was geen regerende tak.
Vorst Frederik Karel August, die als Oostenrijks veldmaarschalk aan de Oostenrijkse Successieoorlog deelnam, stond in 1805 Pyrmont af aan zijn broer George I en trad in 1807 toe tot de Rijnbond. Door deze toetreding werd Waldeck een soevereine staat. George I erfde na Frederiks kinderloze dood in 1812 ook Waldeck, waarmee de beide vorstendommen weer verenigd waren.
Zijn zoon en opvolger George II Frederik Hendrik trad op 8 juni 1815 toe tot de Duitse Bond. Hij voerde in 1814 een nieuwe grondwet in, die echter de belangen van de standen schaadde en op hevig verzet stuitte. In 1816 werd een herziene grondwet van kracht, die tot 1848 geldig bleef. Waldeck-Pyrmont sloot zich in 1832 aan bij de Zollverein. In de jaren van 1842 tot 1847 rakelde Hessen zijn oude rechten in Waldeck op. Hieraan werd een definitief eind gemaakt door een uitspraak van de Bondsdag van de Duitse Bond.
De Maartrevolutie leidde in 1849 tot een progressieve grondwet. George Victor, vorst sinds 1845, maar pas in 1852 meerderjarig, verklaarde in dat laatste jaar echter dat hij de regering onder die democratische grondwet niet wilde aanvaarden. Dit leidde tot het ontwerp van een nieuwe grondwet, waarna de vorst de troon besteeg. In 1853 werden de eigendomsrechten over de domeinen geregeld.
Waldeck sloot op 1 augustus 1862 een militaire conventie met Pruisen. Het schaarde zich in de Pruisisch-Oostenrijkse Oorlog (1866) stellig aan de zijde van dat land en trad toe tot de Noord-Duitse Bond. De landdag wees de federale grondwet echter af om George Victor over te halen het bestuur van het land - dat te arm was om zich zelfstandig te handhaven - goeddeels in Pruisische handen te geven. Dit Accessionsvertrag kwam in 1867 tot stand en trad op 1 januari 1868 voor een periode van 10 jaar in werking. Het werd later steeds verlengd. De militaire conventie van 6 augustus 1867 lijfde de Waldeckse troepen in bij het Pruisische leger. Een groot deel van de bevolking van Waldeck vervulde zijn dienstplicht in het Hessische Infanterieregiment nr 83. Het derde bataljon van dit regiment lag in Arolsen in garnizoen en kon dus het nodige ceremonieel leveren.
Sinds 1871 behoorde Waldeck-Pyrmont tot het Duitse Keizerrijk. George Victors dochter Emma huwde in 1879 met Willem III der Nederlanden en werd de moeder van koningin Wilhelmina.
In 1918 werd het grondgebied onderdeel van Duitsland: Pyrmont werd onderdeel van de provincie Hannover, en Waldeck werd onderdeel van Hessen-Nassau, een provincie van Pruisen.

## Territorium
Waldeck-Pyrmont bestond uit de niet aangrenzende gebieden Waldeck en Pyrmont. Bij uitsterven van het vorstenhuis in mannelijke lijn zou in het eerste vorstendom de vrouwelijke lijn erfgerechtigd zijn, het tweede vorstendom zou aan Pruisen toevallen.

### Waldeck
Waldeck in enge zin (989 km²) grensde voor 1866 aan Hessen-Kassel, Hessen-Darmstadt en de Pruisische provincie Westfalen, na 1866 aan Westfalen en de provincie Hessen-Nassau. Het omvatte de enclaves Eimelrod en Höringhausen, beide tot 1866 behorend tot Hessen-Darmstadt, daarna tot Pruisen. Het was onderverdeeld in drie districten:
1. District van de Eder (zetel: Bad Wildungen)
2. District van de Eisenberg (zetel: Korbach)
3. District van de Twiste (zetel: Arolsen)

Deze drie districten, sinds 1929 Pruisisch, werden in 1942 samengevoegd tot het district Waldeck (zetel: Korbach), dat sinds 1974 met het naburige Frankenberg (Eder) het district Waldeck-Frankenberg vormt. De stad Züschen werd echter als stadsdeel bij Fritzlar gevoegd.

### Pyrmont
Pyrmont (66 km²) lag tussen de landen Lippe en Brunswijk en de Pruisische provincies Westfalen en Hannover (tot 1866 Koninkrijk Hannover). Het vormde in zijn geheel een district:
1. District Pyrmont (zetel: Bad Pyrmont)

Pyrmont, sinds 1921 Pruisisch, vormt sinds dat jaar samen met het voormalige district Hamelen het district Hamelen-Pyrmont.

## Bestuur

### Vorsten 1712-1918
- 1712-1728: Frederik Anton Ulrich
- 1728-1728: Christiaan Philips
- 1728-1763: Karel August
- 1763-1812: Frederik Karel August
- 1812-1813: George I
- 1813-1845: George II Frederik Hendrik
- 1845-1893: George Victor
- 1893-1918: Frederik Adolf Herman

### Hoofden van het huis Waldeck-Pyrmont (sinds 1918)
- 1918-1946: Frederik Adolf Herman
- 1946-1969: Jozias
- 1969-heden: Wittekind

Anhalt · Baden · Beieren · Bremen · Brunswijk · Elzas-Lotharingen · Hamburg · Hessen · Lauenburg · Lippe · Lübeck · Mecklenburg-Schwerin · Mecklenburg-Strelitz · Oldenburg · Pruisen · Reuss jongere linie · Reuss oudere linie · Saksen · Saksen-Altenburg · Saksen-Coburg en Gotha · Saksen-Meiningen · Saksen-Weimar-Eisenach · Schaumburg-Lippe · Schwarzburg-Rudolstadt · Schwarzburg-Sondershausen · Waldeck · Württemberg
Anhalt (1863-1866) ·
Anhalt-Bernburg (1815-1863) ·
Anhalt-Dessau-Köthen (1853-1863) ·
Anhalt-Dessau (1815-1853) ·
Anhalt-Köthen (1815-1853) ·
Baden · Beieren · Bremen · Brunswijk · Frankfort · Hamburg · Hannover · Hessen-Darmstadt · Hessen-Homburg · Hessen-Kassel · Hohenzollern-Hechingen · Hohenzollern-Sigmaringen · Holstein · Lauenburg · Liechtenstein · Limburg · Lippe · Lübeck · Luxemburg · Mecklenburg-Schwerin · Mecklenburg-Strelitz · Nassau · Oldenburg · Oostenrijk · Pruisen · Reuss jongere linie · Reuss oudere linie · Saksen · Saksen-Altenburg · Saksen-Coburg en Gotha · Saksen-Meiningen ·  Saksen-Weimar-Eisenach · Schaumburg-Lippe · Schwarzburg-Rudolstadt · Schwarzburg-Sondershausen · Waldeck-Pyrmont · Württemberg